# Chrysallida moolenbeeki
Chrysallida moolenbeeki is een slakkensoort uit de familie van de Pyramidellidae. De wetenschappelijke naam van de soort is voor het eerst geldig gepubliceerd in 1987 door Amati.